# 刘老庄战斗
刘老庄战斗，是指新四军第3师第7旅第19团第4连与日军第十七师团于1943年3月18日在江苏北部的淮海区刘老庄地区发生的战斗。日军方面共计一千余人，新四军方面战斗人员共计82人。战斗结束时，除一名重伤员以外，新四军该部所有战斗人员全部阵亡。而该名重伤员也于次日不治身亡。

## 战斗背景
1943年，日军在江苏北部实施“六塘河作战”。3月17日，日军方面进军六塘河北岸的中国共产党淮海区党政机关。新四军该部与日军方面作战，以掩护中共淮海区党政机关顺利转移。该部先是与日军方面在老张集、朱杜庄一带发生战斗，后顺利撤退至刘老庄附近。

## 战斗经过
3月18日，新四军该部与日军再次遭遇。此时，除已随大部队撤离的炊事班以外，全连人数为82人。上午9时，日军方面发起第一次冲锋，但未能冲破新四军方面防线，此后日军方面发动多次冲锋及炮击。经过一天的作战，新四军方面战斗人员伤亡严重，战斗装备亦接近耗尽，新四军方面决定销毁武器及文件，并展开肉搏战。子弹耗尽后，新四军方面开始与日军方面的肉搏战。战斗结束时，除一名重伤员以外，新四军该部所有战斗人员全部阵亡。〔据日本冈山大学教授姜克实考据日方二手资料叙述，日军突击队在支援炮火的第五发炮弹炸裂后即突入新四军阵地与之展开肉搏，约二十余名第四连的生存者在未能形成有效抵抗的情况下被全部残杀，而日军在肉搏中无一死亡。〕

## 战后评价
战斗结束后，当地民兵收埋该部战士遗骸，并对一名重伤员进行救治。但该名重伤员因伤势过重，次日不治身亡。共产党方面为该部阵亡者举行公葬，并立墓碑“新四军抗战八十二烈士之墓”，中华人民共和国成立以后，又扩建为刘老庄烈士陵园。
中国共产党方面高度评价该场战斗，朱德在《八路军新四军的英雄主义》将该场战斗与平型关大捷、狼牙山五壮士等战斗并举，称赞其为“我军指战员的英雄主义的最高表现”。新四军方面后在当地招募82名青年作为新战士补入该连，并将该连命名为“刘老庄连”。该连现为济南军区某红军师“叶挺独立团”二营四连。
2015年9月3日，中国举行纪念中国人民抗日战争暨世界反法西斯战争胜利70周年阅兵式。在该阅兵式中，“刘老庄连”英模部队方队作为抗战英模部队方阵接受检阅。